# Io e la scimmia
Io e la scimmia (Me and the Chimp) è una serie televisiva statunitense in 13 episodi trasmessi per la prima volta nel corso di una sola stagione nel 1972.
È una sitcom familiare incentrata sulle vicende dei Reynolds che adottano uno scimpanzé. La serie è conosciuta in Italia anche con il titolo Il mio amico Bottoni. Durante la prima televisiva sulla CBS la serie si rivelò un flop di ascolti e fu annullata dopo tredici episodi.

## Trama
San Pascal, California. Mike Reynolds, un dentista che vive con la moglie Liz e i suoi due figli Scott e Kitty, si lascia convincere dai figli e dalla moglie ad adottare uno scimpanzé, che poi chiamano "Bottoni" (Buttons), scappato da un laboratorio (cosa sconosciuta a Mike e alla sua famiglia fino a quando un sergente dell'esercito fa loro visita). La comicità dei vari episodi scaturisce principalmente dalle situazioni imbarazzanti che occorrono a causa dall'animale e che soprattutto Mike, suo malgrado, deve affrontare.

## Personaggi e interpreti
- Mike Reynolds (13 episodi, 1972), interpretato da Ted Bessell.
- Liz Reynolds (13 episodi, 1972), interpretata da Anita Gillette.
- Scott Reynolds (13 episodi, 1972), interpretato da Scott Kolden.
- Kitty Reynolds (13 episodi, 1972), interpretata da Kami Cotler.

## Produzione
La serie, ideata da Garry Marshall e Thomas L. Miller, fu prodotta da Paramount Television e girata negli studios della Paramount a Hollywood in California. Le musiche furono composte da Charles Fox. Lo scimpanzé utilizzato per le riprese era di proprietà di Lou Schumacher e addestrato da Bob Riedell.

### Registi
Tra i registi sono accreditati:
- Earl Bellamy in 1972)
- Ted Bessell
- Roger Duchowny
- Richard Kinon
- Garry Marshall
- Gary Nelson
- Alan Rafkin

### Sceneggiatori
Tra gli sceneggiatori sono accreditati:
- Garry Marshall
- Thomas L. Miller

## Distribuzione
La serie fu trasmessa negli Stati Uniti dal 13 gennaio 1972 al 27 aprile 1972 sulla rete televisiva CBS. In Italia è stata trasmessa su emittenti locali con il titolo Io e la scimmia. È stata distribuita anche in Germania Ovest con il titolo So ein Affentheater.

## Episodi
| Stagione       | Episodi | Prima TV USA |
| -------------- | ------- | ------------ |
| Prima stagione | 13      | 1972         |